# Titan Souls
Titan Souls est un jeu vidéo d'action-aventure développé par le studio indépendant Acid Nerve basé au Royaume-Uni et édité par Devolver Digital. Il est sorti en 2015 sur Windows, Mac, PlayStation 4, PlayStation Vita et Android.

## Intrigue
Entre la Terre et le monde réel au-delà se trouvent les Titan Souls, la source spirituelle et la somme de tous les êtres vivants. Désormais éparpillé parmi les ruines et gardé par les titans oisifs chargés de leurs soins, un héros solitaire armé d'une seule flèche assemble à nouveau des éclats de l'âme du Titan dans une quête de vérité et de pouvoir.

## Système de jeu
Le jeu consiste à parcourir un monde en 2D, où sont répartis des boss variés. Le personnage ne dispose que d'une seule et unique flèche pour battre son ennemi, il faudra donc user de perspicacité et de patience à la recherche du point faible de son ennemi, tout en esquivant les attaques, le moindre coup étant mortel.

## Développement
Titan Souls s'inspire de jeux vidéo comme Dark Souls, Shadow of the Colossus ou The Legend of Zelda. Le jeu a été prototypé dans le cadre de la Ludum Dare n°28.

## Accueil
- Destructoid : 8/10[3]
- Game Informer : 8,5/10[4]
- Gamekult : 6/10[5]
- GameSpot : 7/10[6]
- IGN : 8/10[7]
- Jeuxvideo.com : 15/20[8]
- PC Gamer US : 87 %[9]
- Polygon : 6,5/10[10]
- MetaCritic : 74/100[11]